# Dmitrij Strelnikoff
Dmitrij Strelnikoff (ros. Дмитрий Александрович Стрельников, Dmitrij Aleksandrowicz Strielnikow; ur. 1969 w Ałma-Acie) – rosyjski pisarz, bard, dziennikarz, publicysta, biolog, fotograf przyrody i rysownik animalista zamieszkały w Warszawie.
Pisarz dwujęzyczny – w swojej twórczości posługuje się językiem rosyjskim i polskim. Reportażysta kilku czasopism o tematyce przyrodniczej i podróżniczej w Moskwie i Warszawie. Autor blisko dwustu publikacji prasowych.
Absolwent Zaocznej Szkoły Matematycznej Uniwersytetu Moskiewskiego im. M.W. Łomonosowa, ukończył biologię środowiskową na Uniwersytecie Warszawskim.
Stypendysta Ministra Kultury i Dziedzictwa Narodowego RP w kategorii Literatura (rok 2011).

## Bibliografia

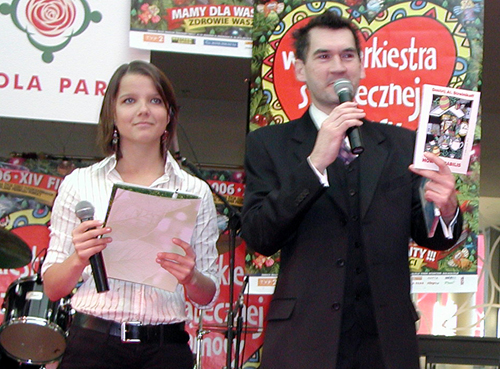
Dmitrij Strelnikoff i Joanna Jabłczyńska, finał Wielkiej Orkiestry Świątecznej Pomocy, Warszawa, 2006, licytacja książki "Homo mirabilis"

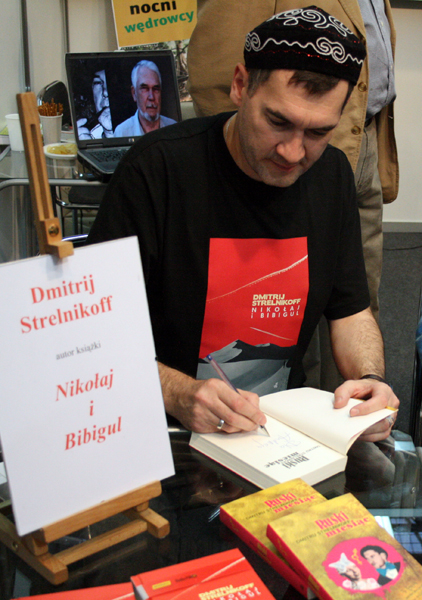
Na Międzynarodowych Targach Książki w Krakowie, 2009 rok

## Dyskografia
- 2005 – "Российские барды", диск 5, Moroz Records, Moskwa. (Seria "Bardowie Rosji", CD N5, format MP3). Dwadzieścia piosenek Dmitrija Strelnikoff'a znalazły się na jednym krążku z utworami takich wykonawców jak Andriej Anpilow, Jurij Wizbor, Weronika Dolina, Aleksander Suchanow i Tatjana Synicyna.

## Publicystyka oraz inne publikacje
Publikował, między innymi, w miesięczniku "Playboy" (Marquard Media Polska); tygodniku "Polityka" (oraz w poradniku psychologicznym "Polityki" – "Ja.My.Oni." i w wydaniu specjalnym "Polityki" – "Sztuka życia"); miesięczniku "National Geographic Traveler"; miesięczniku "Poezja dzisiaj"; tygodniku "Warszawiak"; miesięczniku "Pani" (Wydawnictwo Bauer); miesięczniku "Łowiec Polski"; miesięczniku "Wędkarski świat"; dwumiesięczniku "Psy myśliwskie"; miesięczniku "Wiedza i Życie"; tygodniku "Reakcja"; dzienniku "Trybuna"; kwartalniku "Notatki Entomologiczne"; encyklopedii "WIEM!" (Edipresse Polska); miesięczniku "The Warsaw Voice"; miesięczniku "Poznaj Świat".
Ilustrował, między innymi, "Atlas zwierząt" (Polskie Media Amer.Com SA & Oxford Educational Encyclopedia Ltd UK); książkę "Encyklopedia szkolna. Biologia." (WSiP); książkę zoologa, profesora Tomasza Umińskiego "Życie naszej Ziemi" (WSiP).

## Telewizja

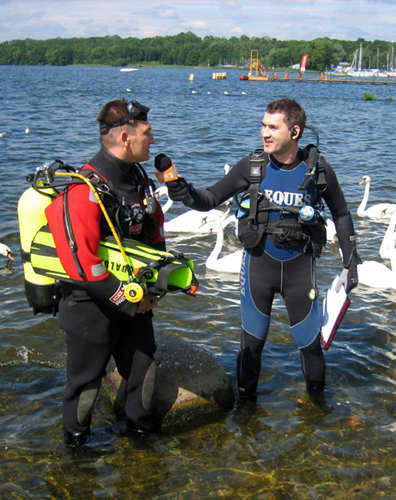
Dmitrij Strelnikoff w terenowym wydaniu "Pytania na śniadanie", 2007, Giżycko

Od września 2005 do grudnia 2007 Dmitrij Strelnikoff wielokrotnie występował w programie TVP2 "Europa da się lubić". Od marca 2007 występował również w innym programie TVP2 – "Pytanie na śniadanie", gdzie prowadził swoją autorską audycje poświęconą życiu zwierząt i roślin (wtorki, w okolicach godziny 10:30-10:50). Latem 2007 Strelnikoff w ramach akcji "Lato z Dwójką" promował za pośrednictwem TVP2 Mazury, jego ekipa telewizyjna odwiedziła Olsztynek, Mikołajki, Ełk, Giżycko i Mrągowo.

## Radio
Od stycznia do czerwca 2007 prowadził swoją audycje autorską w ramach programu „KOZA” (Komitet Organizacyjny Zwalczania Apatii) na falach radiowej Trójki, a od grudnia 2006 regularnie występował w tym radiu jako ekspert-zoolog w programie Katarzyny Stoparczyk „Zagadkowa niedziela”. We wrześniu–październiku 2007 wziął udział w pierwszej edycji akcji „Trójka przekracza granice” – przez półtora miesiąca podróżował po Rosji relacjonując swą podróż na żywo za pomocą anteny satelitarnej i nadsyłając materiały nagrane. Podczas swojej podróży odwiedził Moskwę, obwód Jarosławski, był nad górną Wołgą, zwiedzał Siedmiorzecze łącznie z jeziorem Bałchasz (tereny obecnie należące do Kazachstanu), południowy Bajkał i Irkuck oraz rosyjską wyspę Sachalin położoną na Oceanie Spokojnym. W 2007 i 2008 prowadził w Trójce swój autorski kącik muzyczny „Rosyjska pozytywka” w paśmie „Tu Baron” (poniedziałki, godzina 10:10).

## Teatr
Bestseller Strelnikoff’a – powieść „Ruski miesiąc” – zwrócił na siebie uwagę scenarzystów i w 2009 roku rozpoczęła się praca nad jego adaptacją teatralną. Premiera spektaklu „Ruski miesiąc” odbyła się 27 marca 2010 roku w Teatrze imienia Aleksandra Sewruka w Elblągu (adaptacja i dramaturgia: Łukasz Molski, reżyseria: Giovanny Castellanos, w rolach głównych wystąpili: Krzysztof Grabowski, Hanna Świętnicka, Leszek Andrzej Czerwiński i Anna Suchowiecka). Premierę uświetnił swoją obecnością i przedmową antropolog kultury, felietonista tygodnika „Polityka” profesor Ludwik Stomma.
W roku 2006 Dmitrij Strelnikoff wystąpił w spektaklu muzycznym klarnecisty i kameralisty Michała Górczyńskiego prezentowanym w ramach 27-go Przeglądu Piosenki Autorskiej we Wrocławiu.

## Film
W latach 1997–2000 Strelnikoff zagrał kilka epizodów w polskich filmach fabularnych i serialach telewizyjnych, między innymi w filmach "Łóżko Wierszynina" i "Enduro bojz" oraz serialu "Klan".